# 弥彦競輪場
弥彦競輪場（やひこけいりんじょう）は、新潟県西蒲原郡弥彦村にある競輪場。施行者は弥彦村。競技実施はJKA東日本地区本部関東支部。日本では唯一となる村営の公営競技場である。

## 概要
弥彦競輪場は隣接する彌彦神社および宝光院の境内（弥彦陸上競技場の跡地）に1950年4月28日開設された。当初は新潟県営として開催されたが、1951年(昭和26年)5月1日から、弥彦村営となっている。
かつての施設所有は株式会社やひこドリームであったが、2005年12月に株式会社やひこドリームから寄付を受け弥彦村所有となる。寒冷地の競輪場であることから本場開催は降雪のない4月から11月に行なわれる（場外発売は通年）。
人口7,000人台の村が主催する公営競技であり、村の収入に対する依存度が高くなっている。2024年度の当初予算では、総収入46億円、うち村税8億9000万円、うち村民税3億6000万であるところ、競輪事業の収益収入を2億5000万円で盛り込まれている。
弥彦で開催された特別競輪として、1991年、1992年、1998年、2002年、2005年、2008年にふるさとダービー（GII）が開催された。競輪場周囲の環境や競輪場自体の雰囲気から、しばしば「ふるさとダービー開催には最もふさわしい競輪場」と言われてきた。しかし2008年度をもってふるさとダービー自体が廃止となり、当場での開催も同年4月が最後となった。
2011年に弥彦史上初のGIとなる寬仁親王牌が開催された。この大会は2015年まで5年連続で開催された後、2021年・2023年・2024年にも同大会が開催されており、2011年以降前橋競輪場と半々の開催回数となっている。なお、2026年にも開催される事になった。
記念競輪（GIII）として、ふるさとカップが毎年6月から7月（近年は7月）に開催される。また以前はS級シリーズとしてクローバーカップが開催されていた（関東地区の持ち回りで、宇都宮競輪場や前橋競輪場でも開催されていた）。
トータリゼータシステムは日本トーターを採用している。2010年8月9日より重勝式投票にあたるKドリームスの発売を開始した。ただし本場や競輪場外車券売場では購入できず、会員制のネット販売に限定される。
マスコットキャラクターはシカの「スピーディア」で、仲間を9匹9色揃えた「競輪戦隊スピレンジャー」も存在する。
場内にあるセダーハウスには宝光院食堂と元選手・池端将巳が店主を務めるラーメン・輪の２店舗があるが、開催日程によりどちらか一店舗のみの営業のことが多い。
1964年と2009年の新潟国体の自転車のトラック・レース競技の会場としても使用された。
2017年8月5日からミッドナイト競輪が開始された。2019年6月25日からの開催より、ナイター競輪（愛称：伊夜日子（いやひこ）マジェスティックナイター）を実施している。
2020年には村営移行後初めてとなる大規模改修工事が行われ、4コーナー付近の施設「セダーハウス」や観覧席、入場口などが改修された。
2017年までは多摩川電気がCS中継の制作を行っていたが、2018年より株式会社JPFがCS中継を制作している。中継では日本テレビ・ズームイン!!朝!のプロ野球いれコミ情報ヤクルト担当で出演していた伊藤克信がレギュラー解説として出演しており、東京中日スポーツ・伊藤克信賞開催も毎年行われている。またCS放送のオッズタイム時に流れる「弥彦村ヒットチャート」は番組を担当しているスタッフにより勝手に選曲されたものとされている。公式放送ながら競輪バラエティを標榜する姿勢は他の競輪中継番組とは一線を画している。
実況は2022年度までは昼間・ナイター開催はフリーアナウンサーの小川雄一郎が、ミッドナイト開催は加奈山翔が担当していたが、2023年度より、全ての開催をVOICE TRUSTのアナウンサーである、中村将司・加奈山翔が交代で担当する。

## バンク特徴
一周400m。長さ的には普通のバンクだが、その諸元はかなり特徴的で、通常コーナー部分には直線からのつなぎである緩和曲線があり、通常はすべてのコーナーが非対称であるが、弥彦では1コーナーと4コーナー、2コーナーと3コーナーがそれぞれ対称となっている。
1コーナーと4コーナーの緩和曲線はきつく直線部分が長く取られている。また、最後の直線の長さは400mバンクの中では武雄競輪場に次いで2番目に長いため、捲りや追い込みが決まりやすく、更にバック側での捲りではスピード低下が無く好都合である。そのため、逃げ切るのは他の400mバンクに比べ少々厳しい。

## アクセス
公共交通
- 弥彦線（JR東日本）弥彦駅下車。彌彦神社方面へ徒歩約15分。
- 新幹線・弥彦線 燕三条駅燕口からタクシーで約30分。

無料送迎バス
競輪開催期間および前橋競輪場の場外開催期間には、周辺の主要駅から無料送迎バスが運行される。
- 弥彦駅（往路1本・所要約5分）
- 吉田駅西口（往路2本・所要約10分）
- 東三条駅（燕三条駅三条口、吉田駅東口経由。往路1本。越後交通が運行）

いずれも全レース終了後に復路便が運行される。ナイター場外開催時も終了後に燕三条行きのバスが運行される。
特別競輪時は増発あり。
自家用車
- 北陸自動車道 三条燕インターチェンジから約30分

競輪場周辺には、彌彦神社および村の公共施設と共用の無料駐車場が整備されている。

## 場外車券売場
- サテライト新潟 - 新潟市中央区弁天橋通1-4-17

以前は「新潟場外」という施設であったが、弥彦村が全面改築を行ない2005年12月の完成時に、事実上競輪場との交換の形で株式会社やひこドリーム（1950年弥彦競輪株式会社として設立、1975年現社名変更）へ無償譲渡を行なった。
- サテライト会津 - 福島県喜多方市岩月町大都字五貫沢3839

以前は北海道白糠郡白糠町庶路甲区6-16にサテライト釧路を設置していたが2002年11月11日に閉鎖している。また新潟県阿賀野市久保196-1にサテライト阿賀野を2011年11月26日よりオープンさせていたが2016年7月1日をもって閉鎖している。

## 歴代記念競輪優勝者
| 年     | 優勝者   | 登録地 |
| ------ | -------- | ------ |
| 2003年 | 高木隆弘 | 神奈川 |
| 2004年 | 小嶋敬二 | 石川   |
| 2006年 | 小橋正義 | 新潟   |
| 2007年 | 藤原憲征 | 新潟   |
| 2009年 | 加藤慎平 | 岐阜   |
| 2010年 | 山崎芳仁 | 福島   |
| 2016年 | 浅井康太 | 三重   |
| 2017年 | 諸橋愛   | 新潟   |
| 2018年 | 諸橋愛   | 新潟   |
| 2019年 | 諸橋愛   | 新潟   |
| 2020年 | 平原康多 | 埼玉   |
| 2022年 | 平原康多 | 埼玉   |
| 2025年 | 末木浩二 | 山梨   |

※1節4日間制開催となった、2002年4月以降の歴代記念競輪優勝者を列記。

## その他
2004年の新潟県中越地震の影響により、10月24日以降の年度内の開催が中止になり、場外発売も新潟場外と共に11月7日から休止され、22日に再開した。また、11月1日から23日までサテライト中越で発売された車券の臨時払戻業務を実施した。